# Іванівка (Правдинський район)
Іванівка (рос. Ивановка) — селище Правдинського району, Калінінградської області Росії. Входить до складу Мозирського сільського поселення.
Населення —  9 осіб (2015 рік). 

## Населення
| 2002 | 2010 |
| ---- | ---- |
| 6    | ↗9   |